# Weltkugeltunnel
Der Weltkugeltunnel ist ein 1641 m langer Eisenbahntunnel der Schnellfahrstrecke Hannover–Würzburg nahe der nordhessischen Stadt Melsungen. Das Bauwerk unterquert den Berg Weltkugel und trägt daher seinen Namen. 
Der Tunnel nimmt zwei Gleise auf einem Schotter-Oberbau auf, die mit 250 km/h befahren werden können.

## Lage und Verlauf

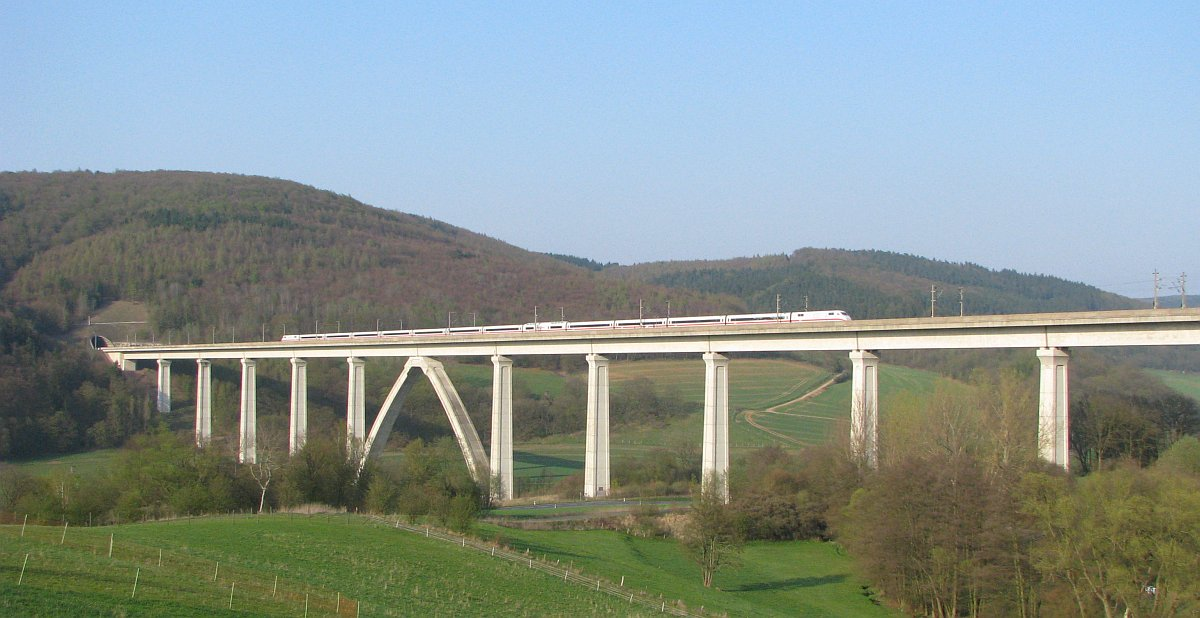
Ein ICE 1 auf der Pfieffetalbrücke. Links ist das Südportal des Weltkugeltunnels zu erkennen.

Das Bauwerk liegt zwischen den Streckenkilometern 167,455 und 169,096. Die Trasse beschreibt dabei in südlicher Richtung eine Rechtskurve.
Die Gradiente steigt in südlicher Richtung an.
Im südlichen Anschluss an das Bauwerk folgt die Pfieffetalbrücke.
An der Landesstraße 3147 und der Bundesstraße 487 liegen Rettungsplätze.

## Geschichte
In der Planungs- und Bauphase war das Bauwerk Teil des Planungsabschnitts 13 im Mittelabschnitt der Neubaustrecke.
Das Bauwerk wurde, als Teil des Neubaustreckenabschnitts Kassel–Fulda, 1991 in Betrieb genommen. Der Tunnel wird seither von Personen- und Güterzügen befahren.
In der Nacht zum 11. Oktober 1998 fand eine der größten Rettungsübungen in Nordhessen im Weltkugeltunnel statt. Das Übungsszenario sah eine leichte Explosion an Bord eines Interregio-Zuges im Tunnel vor, wodurch ein Wagen aus den Schienen gesprungen ist. Mehr als 300 Helfer, rund 170 (leicht oder nicht verletzte) Fahrgäste sowie 30 „schwerverletzte“ Personen waren an der Übung beteiligt. An der Übung waren neben Einsatzgruppen aus dem Schwalm-Eder-Kreis auch Rettungszüge aus Kassel und Fulda beteiligt.
Am 3. November 2010 wurde ein beschädigter Intercity-Zug, der kurz zuvor Blechteile überfahren hatte, im Weltkugeltunnel evakuiert. Die Strecke blieb für sechs Stunden gesperrt.